# 향산중학교
향산중학교(香山中學校)는 대한민국 경기도 김포시에 있는 공립 중학교이다.

## 연혁
- 2019년 6월 13일 : 교명 향산초·중학교 선정
- 2020년 9월 1일 : 개교 (중등 12학급)

## 참고 자료
- 향산중학교 - 한국교육학술정보원 학교알리미

## 같이 보기
- 향산초등학교